# Bo'ness Football Club
El Bo'ness Football Club fue un club de fútbol de Escocia, con sede en Bo'ness. Fue fundado en 1878 y desapareció en 1945.

## Historia
Fue fundado en el año 1882 en la ciudad de Bo'ness como un equipo aficionado, el cual se une a la Eastern Football Alliance en 1891, la que abandonó en ese mismo año. Diez años después regresa a la competición oficial como miembro de la Central Football Combination y más adelante pasaría a unirse a la Central Football League.
En 1921 el club es admitido en la Primera División de Escocia, donde logra el campeonato seis años después y logra el ascenso a la Liga Premier de Escocia. El club desciende tras una temporada, donde más adelante estaría pasando por problemas financieros como la mayoría de los equipos de Escocia por los problemas de las industrias petroleras y agrícolas, al punto de que el club ofrecía a los desempleados jugar para el club gratis, hasta que el club fue expulsado de la liga durante la temporada 1932/33.
Se mantuvieron sin jugar un torneo oficial hasta 1939 hasta que ingresaron a la Scottish Football Alliance, sobreviviendo a la Segunda Guerra Mundial hasta que se fusionó con el equipo Bo'ness Cadora para formar al Bo'ness United FC en 1945.

## Estadios
- 1881–1885: Campo de la Iglesia de Parish
- 1885–1886: Soo & Cra Park Bo'ness
- 1886–1945: Newtown Park

## Palmarés

### Torneos nacionales
- Segunda División de Escocia (1): 1927-28

## Cronología
| Temporada | División     | P  | W  | D  | L  | F  | A   | Pts | Pos     |
| --------- | ------------ | -- | -- | -- | -- | -- | --- | --- | ------- |
| 1921–22   | Division Two | 38 | 16 | 7  | 15 | 56 | 49  | 39  | 6º      |
| 1922–23   | Division Two | 38 | 12 | 17 | 9  | 48 | 46  | 41  | 7º      |
| 1923–24   | Division Two | 38 | 13 | 11 | 14 | 45 | 53  | 37  | 13º     |
| 1924–25   | Division Two | 38 | 16 | 9  | 13 | 71 | 48  | 41  | 6º      |
| 1925–26   | Division Two | 38 | 17 | 5  | 16 | 66 | 70  | 39  | 8º      |
| 1926–27   | Division Two | 38 | 23 | 10 | 5  | 86 | 41  | 55  | 1º      |
| 1927–28   | Division One | 38 | 9  | 8  | 21 | 48 | 86  | 26  | 19º     |
| 1928–29   | Division Two | 35 | 15 | 5  | 15 | 62 | 62  | 35  | 10º     |
| 1929–30   | Division Two | 38 | 15 | 4  | 19 | 67 | 95  | 34  | 13º     |
| 1930–31   | Division Two | 38 | 9  | 4  | 25 | 54 | 100 | 22  | 20º     |
| 1931–32   | Division Two | 38 | 15 | 4  | 19 | 70 | 103 | 34  | 14º     |
| 1932–33   | Division Two | 0  | 0  | 0  | 0  | 0  | 0   | 0   | [ n 1 ] |